# Миколаївка (Бучанський район)
Микола́ївка — село Макарівської селищної громади Бучанського району Київської області.
Село розташоване за 3 км від с. Колонщина. Площа населеного пункту — 22,3 га, кількість домогосподарств — 35. Населення становить 21 особа (станом на 1 січня 2007 року).

## Назва
Миколаївкою його названо на честь Миколи Рожнятовського — його першого жителя.

## Історія
Вперше позначений як хутір без назви на карті Шуберта 1868 року.
У 1922 році на хуторі встановили радянську владу. У «Списку поселень Київщини» 1924 року на хуторі Миколаївка, що належав Хмільнянській сільській раді Гостомельського району було 70 будинків, мешкало 303 особи. В 1932—1934 роках тут діяла колгоспна торфорозробка, яка рятувала людей від голоду.
Шестеро мешканців стали жертвами репресій 1930-х років.
Під час німецької окупації в селі діяла підпільна група (5—7 осіб) на чолі з місцевим вчителем Миколою Григоровичем Довгардом, що мала зв'язок із Макарівським підпіллям, яким керував Володимир Єлісєєв.
9 травня 1961 року в Миколаївці було відкрито пам'ятник загиблим односельцям та одинадцятьом воїнам радянської армії, які полягли при визволенні села у 1943 році. Скульптуру «А мати жде…» за мотивами пісні «Степом, степом» (слова М. Негоди, музика А. Пашкевича) в середині 1970-х років створив скульптор Василь Бородай (автор монументу засновникам Києва — Кию, його братам Щекові, Хориву та сестрі їх Либеді на правому березі Дніпра в Києві), який мав літню майстерню в Миколаївці.
За межами населеного пункту знаходяться 52 садові товариства, об'єднані в Миколаївську громаду, які розбудували протягом останнього десятиліття.

## Галерея

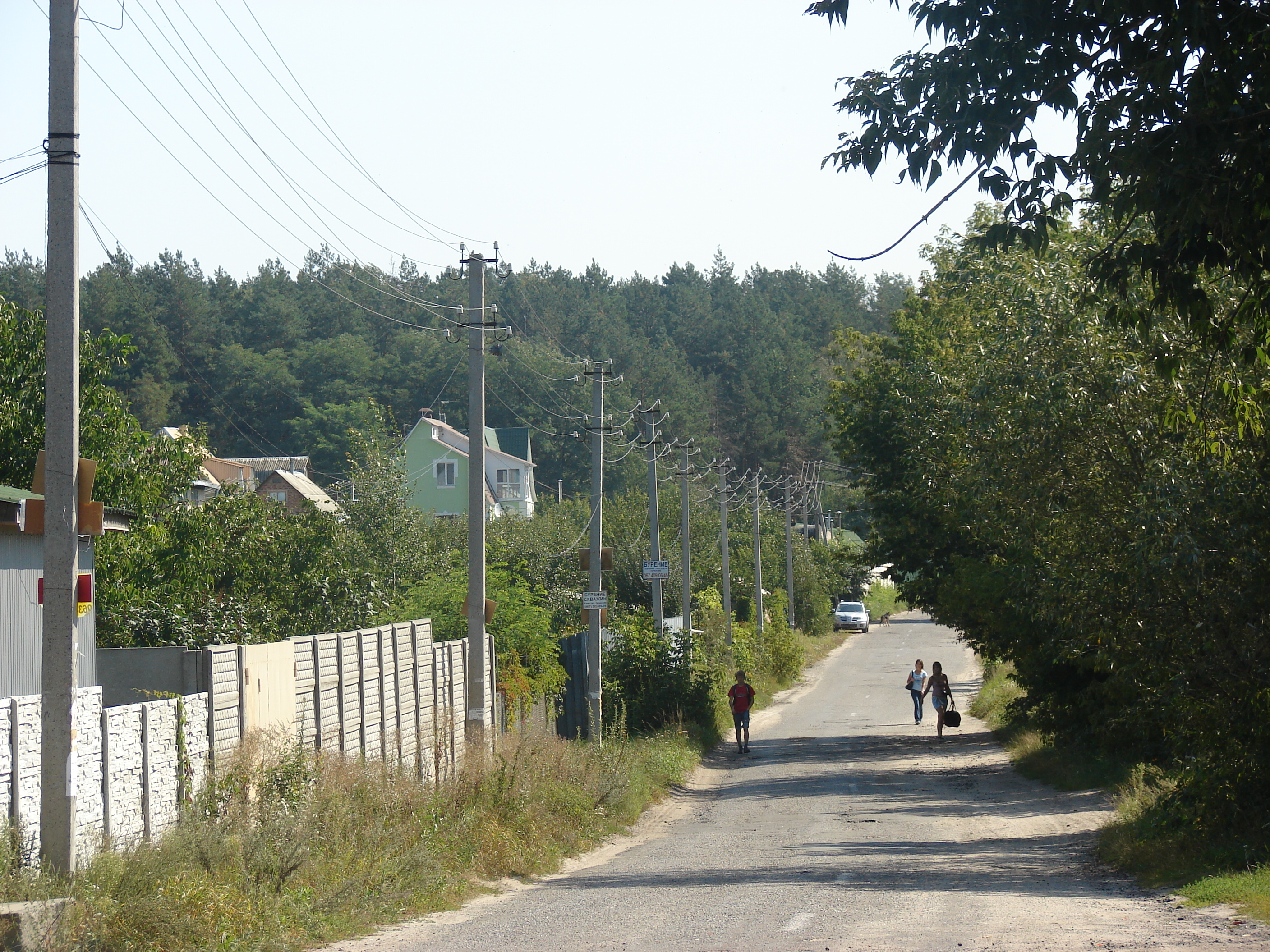
Вулиця села
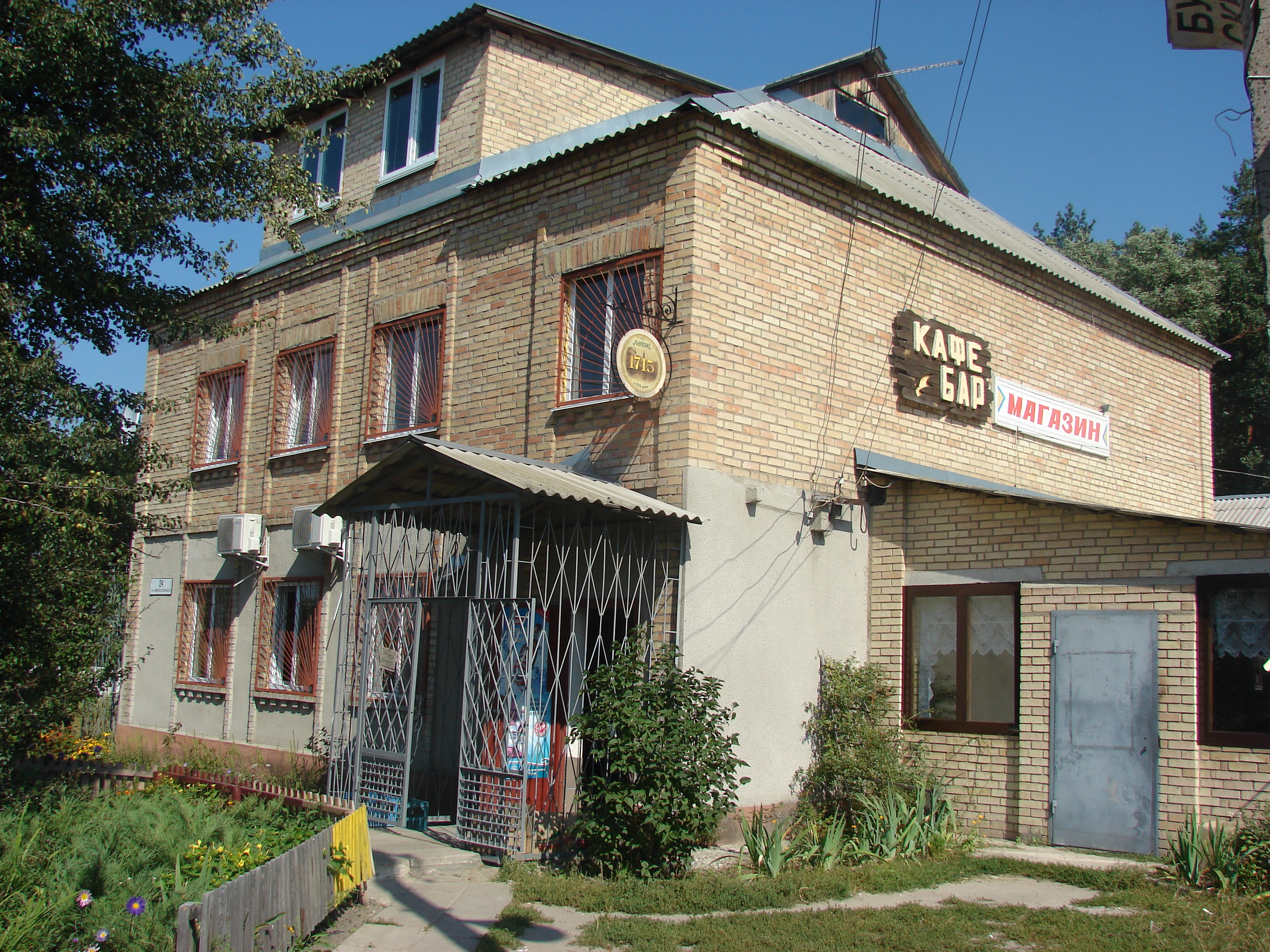
Магазин